# France Balantič
France Balantič (Kamnik, 29 novembre 1921 – Grahovo, 24 novembre 1943) è stato un poeta sloveno.
Le sue opere furono bandite dalle scuole e dalle biblioteche durante il regime di Tito in Jugoslavia, ma dalla fine degli Anni Ottanta del Novecento fu riconosciuto come uno dei più importanti poeti della letteratura slovena.

## Biografia
Balantič nacque in una famiglia operaia a Kamnik in Alta Carniola, quando la regione apparteneva al Regno dei Serbi, dei Croati e degli Sloveni. Prima della scuola dell’obbligo frequentò un istituto privato gestito da suore dove imparò a leggere e scrivere prima del sesto anno di età. Durante la scuola elementare coltivò la sua passione da collezionista di farfalle e francobolli, dedicandosi anche ad una corrispondenza occasionale con Paesi lontani, perfino con l’isola di Giamaica.
Al termine delle scuole elementari (1933), considerate le modeste condizioni della famiglia il padre si oppose al proseguimento degli studi. La madre invece si adoperò perché il figlio si iscrivesse alle superiori e gli consigliò di concorrere per una borsa di studio. Il ragazzo riuscì come il migliore dei candidati e fu ammesso alla frequenza del ginnasio di Lubiana.
Nonostante le molte amicizie France era timido, schivo e riservato. Nel tempo libero saliva volentieri con gli amici sulle cime nei dintorni di Kamnik, ma talvolta preferiva le scalate in solitudine. I coetanei lo consideravano una persona tranquilla e distaccata, sia per la sua estrazione sociale sia per l’educazione ricevuta.
Nel 1941 si ammalò gravemente e per l’occasione il suo migliore amico, France Kremžar, gli fece visita a Kamnik per portargli medicine e libri. Intanto gli avvenimenti politici precipitavano anche in Jugoslavia a causa della guerra dilagante in Europa. Il colpo militare del generale Ante Simović a Belgrado causò manifestazioni studentesche anche in Slovenia. Il padre del poeta era stato richiamato sotto le armi, ma ben presto se ne tornò a casa (15 aprile) da Lubiana. Il 6 aprile 1941 era scattata l’operazione concentrica delle forze dell’Asse per la totale occupazione del Regno di Jugoslavia. A Kamnik si insediò l’occupante tedesco e contemporaneamente France si trasferì a Lubiana per continuare la scuola e recuperare il ritardo accumulato negli studi. Comunque il proseguimento della guerra ostacolava l’organizzazione degli esami di maturità e i corsi universitari. Nonostante la criticità della situazione il giovane riuscì a superare la maturità e ad iscriversi alla facoltà di lettere (1941). Qui la maggioranza dei corsisti simpatizzava per il Fronte di Liberazione del Popolo Sloveno (Osvobodilna Fronta) e vi aderì anche Balantič, come “cristiano-sociale”. Verso la fine dell’anno avvenne una riorganizzazione degli aderenti all’interno dell’Università, cui seguirono le prime partenze verso le formazioni partigiane combattenti. Per reprimere la cospirazione e la resistenza gli occupanti rispondevano con retate, particolarmente temute dal giovane consapevole della propria salute cagionevole.
In un primo momento Balantič come studente manifestò tendenze di sinistra con simpatie verso il partito cristiano-sociale e il sindacato in generale. Ma come cattolico praticante fu sempre diffidente verso la concezione materialistica della realtà presente nelle ideologie di sinistra, soprattutto nel comunismo con la sua volontà egemonizzatrice del Fronte di Liberazione. Tuttavia verso la fine del 1941 egli si ritirò dall’attivismo politico, convinto che l’unica salvezza dell’umanità si fondasse sul Vangelo.
In giugno e luglio del 1942 gli Italiani effettuarono numerose retate e spedirono nei campi di concentramento anche studenti delle superiori. Il 27 giugno 1942 le autorità fasciste di occupazione lo internarono nel campo di Gonars con un gruppo di altri studenti, tra cui Zorko Simčič e Marijan Tršar. I “Sonetti da Gonars” sono una testimonianza delle condizioni nel campo e del tragico destino degli Sloveni sotto l’occupazione straniera. Ma nel mese di novembre dello stesso anno fu rilasciato grazie all’intervento del vescovo Gregorij Rožman. Ritornato a Lubiana trascorse qualche mese nella più completa solitudine, dedicandosi soprattutto alle proprie composizioni. Condizioni psicologiche personali e fattori esterni lo costrinsero nel frattempo all’interruzione degli studi universitari.
Nel marzo 1943, su consiglio dell’amico Marijan Tršar, si arruolò nella Milizia Volontaria Anti Comunista (Vaška Straža) organizzata dagli Italiani e fu assegnato alla postazione di Grahovo, con l’incarico di sorvegliare la strada fra Crknica e Stari Trg. Dopo l’armistizio italiano dell’8 settembre 1943 la guarnigione di Grahovo, con altre di quella zona, si ritirò a Pudob (nelle vicinanze di Stari Trg). Qui furono accerchiati da ingenti forze partigiane, tuttavia Balantič e Kremžar riuscirono fortunosamente a salvarsi e attraverso Rakek raggiunsero Lubiana. Egli decise allora di entrare nei Domobranci, una milizia anticomunista sponsorizzata da vari gruppi conservatori e antirivoluzionari sloveni, collaboranti con l’occupante germanico nella repressione dei partigiani. Così nel novembre del 1943, sempre con l’amico Kremžar, ritornò a prestare servizio come ufficiale nella guarnigione di Grahovo. Ma il 23 novembre 1943 i battaglioni della Brigata Tomšič accerchiarono la postazione e il giorno seguente la annientarono a cannonate. Tra le fiamme di casa Krajec, dove si erano rifugiati i Domobranc, fra le 32 vittime morì anche il poeta. Due giorni dopo i suoi resti irriconoscibili furono sepolti in una fossa comune nel cimitero di Grahovo. Nel 2015 la biblioteca di Kamnik fu intitolata alla sua memoria.

## Opera
L’incontro-rivelazione fra Balantič e la poesia avvenne durante gli anni del liceo, precisamente nel 1939. Nel 1940 si avvicinò al “Club Culturale” di Kamnik, operante all’interno  dell’associazione “Bistrica”. Qui frequentò le serate letterarie, lesse i suoi primi esperimenti poetici e si associò al gruppo, pubblicando tre poesie: “Veliki greh” (Il grande peccato), “Zamanj” (Invano) e “Sen o vrnitvi” (Il sonno del ritorno). Questa prima fase della sua creatività è caratterizzata da un soggettivismo lirico che si innesta su una tematica amorosa e cristiana, evidente soprattutto nel componimento “V vročini” (Nella febbre). La sua predilezione per la forma chiusa e tradizionale del sonetto è inoltre evidente nel ciclo “Krik iz teme” (Il grido dal buio).
Nel 1940 Balantič riprende questa forma classica nel ciclo di sei sonetti dal super-titolo “Na blaznih poteh” (Sui sentieri folli), che per quanto riguarda il contenuto furono interpretati come un assalto sociale. In realtà ogni sonetto è una composizione autonoma ed ha un proprio titolo: “Zaznamovalci” (I segnalatori), “Pesem starega berača” (Il canto del vecchio mendico), “Obup” (Disperazione), “Vprašanje iz podzemlja” (Quesito dal sottosuolo), “Teptana kri” (Il sangue calpestato) e “Upanje” (La speranza). Sicuramente il messaggio emerge dalla considerazione penosa della propria appartenenza ad un’umile famiglia operaia. Ma Balantič dedicò alcune poesie anche al suo amore giovanile, Marjetica, una vivace studentessa dell’accademia commerciale. Nei loro versi si intrecciano eroticamente slanci lirici e schegge riflessive, come testimoniano “Za teboj” (Dietro di te), “Pridi deklica” (Vieni ragazza), “Marjetica”, “Najin čas je minil” (Il nostro tempo è svanito). Prima dell’esperienza sentimentale con Marjetica il poeta era stato però coinvolto in una relazione con una donna sposata, che trovò espressione lirica in poesie come “Črni gosli” (Il violino nero), “Agonija ljubezni” (Agonia d’amore), “Zublji nad prepadom” (Fiamme sul precipizio) e “Dno” (Il fondo). Durante un periodo di vacanza sulla Velika Planina nel 1940 coi suoi amici France Kremžar e Marijan Tršar progettò un “Almanah”, mai pubblicato a causa dell’invasione e dell’occupazione della Jugoslavia (1941).
Certamente il periodo più fecondo della creatività balantičiana fu il 1941. A quest’anno infatti appartengono alcune fra le più importanti liriche del poeta, tra cui ricordiamo “Ne najdem domov” (Non trovo dimore), “Zasuta usta” (La bocca sepolta), “Pot brez konca” (Via senza fine), “Moje delo” (La mia opera) e “Črni gosli” (Il violino nero). Al 1941 va ascritto un avvenimento chiave per la conoscenza della poesia di Balantič. Perché il critico letterario Tine Debeljak consentì alla pubblicazione sul mensile cattolico “Dom in Svet” di alcune opere dell’autore: questo significava per il giovane poeta un riconoscimento a livello nazionale. Nel marzo del 1942 uscirono sull’importante rivista lubianese tre componimenti: “Ne najdem domov” (Non trovo dimore), “Dobrotni pramen” (Striscia di bontà) e i 14 sonetti del serto “Bogat sem kakor tihi piščali” (Sono ricco come la silenziosa voce del flauto). Nell’estate del 1941 Balantič progettò una raccolta di 24 composizioni suddivise in tre cicli: “Žarki” (I raggi) di 10 poesie, “Daj me k ustom” (Dammelo dalla bocca) di 10 poesie e “Žalostni rog” (Corno d’angoscia) di quattro poesie. In realtà l’opera non fu mai stampata, perché la “Jugoslovanska založba” ne proibì la pubblicazione nel 1943.
Il primo volume delle sue poesie uscì postumo nel maggio del 1944 col titolo “V ognju groze prapolam” (Garrisco nel fuoco dell’orrore). Nell’introduzione Tine Debeljak ne sottolineò l’originalità e l’eccezionalità, ma nello stesso tempo collegò la biografia dell’autore con la lotta dei Domobranci anticomunisti. Questo legame biografico-ideologico rimase sempre vivo, soprattutto nel dopoguerra quando l’emigrazione politica divulgò la poesia di Balantič come l’opera di un poeta “proprio”. Nel 1944 uscì anche un’edizione particolare per bibliofili del “Sonetni venec” con le illustrazioni di Marijan Tršar. Dopo la seconda guerra mondiale nella Jugoslavia comunista si proibì di parlare in pubblico di Balantič e della sua opera. Della sua produzione artistica si occuparono solo seminari accademici e qualche specialista della materia. Le sue opere furono tolte dalle pubbliche biblioteche e quando il grande storico della letteratura Anton Slodnjak menzionò il poeta nella sua “Rassegna della letteratura slovena” negli Anni Cinquanta fu licenziato dalla cattedra d’insegnamento all’Università di Lubiana. Nel 1966 un’antologia della lirica balantičiana curata da Mitja Mejak fu stampata col titolo “Muževna steblika” (Lo stelo succoso), ma dopo un intervento del partito comunista fu ritirata dal mercato e buttata al macero.
Nel 1970 nell’antologia poetica “Živi Orfej” (curata da J. Kastelic, D. Šega e C. Vipotnik) comparvero quattro componimenti balantičiani: “Dno” (Il profondo), “V zimskem vetru” (Nel vento invernale), “Zasuta usta” (La bocca sepolta) e un sonetto. La sua opera però si diffuse fra la diaspora slovena, soprattutto in Argentina, dove storici della letteratura come Tine Debeljak e France Papež ne divulgarono le composizioni. Il poeta diventò così il simbolo della Slovenia perseguitata dalla tirannide e dell’opposizione spirituale alla dittatura di Tito. Nella Slovenia metropolitana l’opera di Balantič ricomparve ufficialmente solo nel 1984, con la ristampa dell’antologia curata da Mejak. Solamente nel 1991 la “Državna Založba Slovenije” stampò una più estesa ed approfondita pubblicazione dal titolo “Zbrane pesmi”, curata dal critico France Pibernik. Dal 2008 la sua produzione lirica è presente nell’importante collana “Zbrano delo slovenskih pesnikov in pisateljev” (Opera omnia dei poeti e dei narratori sloveni) pubblicata dall'Accademia slovena delle scienze e delle arti (SAZU).
Sul piano formale Balantič coltivò gli schemi della metrica tradizionale, sotto l’influenza dell’opera romantica di France Prešeren. La sua poesia consiste in un unicum personalissimo in cui visioni escatologiche permeate di un messianico sentimento della tragica dissoluzione della civiltà si intrecciano col presentimento della morte e con una prepotente passione erotica. Pur ispirate al misticismo cattolico tradizionale molte sue composizioni sono la ricerca di una personale visione della Divinità. Egli seppe coniugare lirismo ed intimismo, misticismo ed erotismo, sulla scia del decadentismo di Murn, dell’espressionismo di Kosovel e soprattutto del simbolismo religioso di Alojz Gradnik. Tuttavia nella produzione balantičiana sono reperibili anche influssi della letteratura cèca, slovacca, cinese e francese (con Baudelaire e Rimbaud in prima fila). Ma egli si muove anche sulle tracce di molti altri grandi della letteratura slovena da Oton Župančič a Tone Vodnik, da Mile Klopčič a Božo Vodušek, da France Vodnik a Jože Udovič. Fondendo tradizione e novità, autobiografismo ed emblematismo Balantič ha saputo allineare la propria lirica ai più alti vertici della poesia europea.

## Raccolte
- V ognju groze plapolam (cur.T. Debeljak), Ljubljana, 1944
- Venec (cur. T. Debeljak, illustrazioni di Marjan Tršar) (Ed. per bibliofili), Zimska pomoč, Ljubljana, 1944
- France Balantič (cur. T. Debeljak), Buenos Aires, 1956
- Muževna steblika (cur. M. Mejak), Ljubljana, 1966. (Edizione finita al macero)
- Pesmi, Miniaturka (cur. B. Rozman), Klagenfurt, 1967
- Zbrano delo (cur. F. Papež), Buenos Aires, 1976
- Zbrane pesmi (cur. F. Pibernik), Ljubljana, 1991
- Pot brez konca. Path without end. Weg ohne Ende (Antologia), Klagenfurt, 2005
- Zbrano delo (cur. F. Pibernik), Maribor, 2008
- Zbrano delo (cur. F. Pibernik), Ljubljana, 2013